# 橋川和晃
橋川 和晃（はしかわ かずあき、1971年5月2日-）は、佐賀県出身の元サッカー選手、サッカー指導者。

## 来歴
大学までは選手としてプレー。大学卒業後は筑波大学大学院体育研究科に進んだ。1995年にアビスパ福岡にユースコーチとして入団。その後、福岡のアカデミーの監督を歴任した。
2016年にFC今治に転じてグローバル事業部長に就任、2020年から今治のアカデミー・メソッドグループ長に就任。2021年9月29日、解任された布啓一郎の後任として今治の監督に就任した。
2023年7月3日、WEリーグ・アルビレックス新潟レディースの監督に就任した。

## 所属クラブ
- 佐賀県立鹿島高等学校[3]
- 佐賀大学[3]

## 指導歴
- 1995年 ‐ 2011年 アビスパ福岡
  - 1995年 ユースコーチ
  - 1996年 ‐ 1999年 U-12監督
  - 2000年 ‐ 2003年 U-15監督
  - 2004年 ‐ 2005年 U-18監督
  - 2006年 チーム統括グループ編成担当
  - 2008年 - 2011年 アカデミーダイレクター
- 2007年 - 2011年 JFAナショナルトレセンコーチ九州サブチーフ
- 2012年 - 2015年 JFA九州ユースダイレクター
- 2014年 - 2015年 アビスパ・中国杭州緑城プロジェクトテクニカルアドバイザー
- 2016年 ‐ 2023年 FC今治
  - 2016年 ‐ 2017年 グローバル事業部長
  - 2018年 ‐ 2019年 グローバルグループ長
  - 2020年 ‐ 2021年9月 アカデミー・メソッドグループ長
  - 2021年9月 - 2022年 トップチーム 監督
  - 2023年 アカデミー・メソッドグループ 執行役員/グループ長
- 2023年7月 - 現在 アルビレックス新潟レディース

## 監督成績
| 年度         | クラブ | リーグ | Jリーグ/WEリーグ | Jリーグ/WEリーグ | Jリーグ/WEリーグ | Jリーグ/WEリーグ | Jリーグ/WEリーグ | Jリーグ/WEリーグ | Jリーグカップ/WEリーグカップ | 天皇杯／皇后杯 |
| 年度         | クラブ | リーグ | 順位             | 勝点             | 試合数           | 勝               | 分               | 敗               | Jリーグカップ/WEリーグカップ | 天皇杯／皇后杯 |
| ------------ | ------ | ------ | ---------------- | ---------------- | ---------------- | ---------------- | ---------------- | ---------------- | ---------------------------- | -------------- |
| 2021         | 今治   | J3     | 11               | 30               | 9                | 4                | 2                | 3                | -                            | 2回戦          |
| 2022         | 今治   | J3     | 5                | 60               | 34               | 13               | 11               | 10               | -                            | 1回戦          |
| 2023/24      | 新潟L  | WE     |                  |                  |                  |                  |                  |                  | 準優勝                       |                |
| リーグ別成績 | J3     | J3     | -                | -                | 43               | 17               | 13               | 13               | -                            | -              |
| リーグ別成績 | WE     |        |                  |                  |                  |                  |                  |                  |                              |                |